# QJZ-171
QJZ-171, также известный как Тип 171, — китайский крупнокалиберный пулемет, разработанный и производимый компанией Norinco для Народно-освободительной армии Китая. Стреляет специализированными облегченными патронами 12,7 × 108мм. Оружие предназначено для замены крупнокалиберного пулемета QJZ-89 . 

## Описание
QJZ-171 спроектирован как сверхлегкий крупнокалиберный пулемет, аналогичный американским XM312 и XM806. Вся система, включая треногу, весит 16,8 кг, пулемёт весит 10,8 кг, а тренога весит 6 кг. Пулемёт оснащён свободно колеблющимся стволом, улучшенным дульным тормозом, композитной лентой боеприпасов с новыми облегченными патронами и деталями из титанового сплава для снижения отдачи и веса.  Пулемет оснащен собственной сошкой, прикрепленной к ствольной коробке, и может переноситься одним пехотинцем или обслуживаться расчетом из двух человек. Контейнеры для боеприпасов изготовлены из пластиковых композитов для уменьшения веса. 
Пулемет использует газоотводной механизм с открытым и поворотным затвором. Гибридный принцип работы уменьшает пиковую отдачу, достигаемую за счет отдачи ствола, газовой системы и затвора внутри внешнего кожуха. 
Оружие имеет несколько улучшений для уменьшения веса, снижения отдачи и повышения точности. Новый 12,7-мм бронебойно-зажигательный патрон из специального сплава весит всего 100 грамм. Газовая система задействует затворную группу со свободно плавающей ствольной коробкой внутри внешнего кожуха пулемёта, чтобы уменьшить отдачу. Вокруг ствольной коробки установлены два комплекта пружинных буферов. Ствол оснащен усовершенствованным дульным тормозом . По сравнению с QJZ-89 разброс QJZ-171 уменьшен до 10 см на дистанции в 200 м и может надежно поражать цели в радиусе 24 см на дистанции в 200 м. На 1000 м пулемёт может поражать цели размером с транспортное средство с вероятностью попадания в 70%. 

## Страны-эксплуатанты
- Китай: Народно-освободительная армия

## Смотрите также
- QJZ-89
- XM806
- М2 Браунинг
- НСВ
- Корд
- CIS 50MG